# Великодня радість. Писанка (срібна монета)
Велико́дня ра́дість. Пи́санка — срібна пам'ятна монета номіналом 10 гривень, введена в обіг 17 квітня 2025 року на підставі рішення Правління Національного банку України.
Присвячена писанці — яскравому взірцю української традиційної художньої творчості, яка має свої специфічні орнаментальні мотиви і кольорову гамму в кожному етнографічному регіоні України. Писанкарство — важливий елемент національної ідентичності й збереження традицій. 3 грудня 2024 року, на 19-ій сесії Міжурядового комітету ЮНЕСКО з питань нематеріальної культурної спадщини, в столиці Парагваю місті Асунсьйон, писанку як українську традицію й мистецтво оздоблення включено до Представницького списку ЮНЕСКО нематеріальної культурної спадщини людства.
Монета випущена у формі писанки (овоїда) й оздоблена локальною позолотою та емаллю. У нестандартній формі випускали також квадратні монети «Енеїда» (2021) і «Цифрова держава» (2024), ромбовидні «Пектораль» (2019) і «Козацькі клейноди» (2021), шестигранні «До 100-річчя Національної академії наук України» (2018), у формі дзвоника «Щедрик — колядка дзвонів» (2023).

## Загальна характеристика монети
| Номінал, грн. | Метал            | Маса, грам | Діаметр, мм     | Якість виготовлення       | Гурт                 | Тираж, штук |
| ------------- | ---------------- | ---------- | --------------- | ------------------------- | -------------------- | ----------- |
| 10            | срібло 999 проби | 31,1       | у формі писанки | спеціальний анциркулейтед | секторальне рифлення | 7 500       |

## Аверс

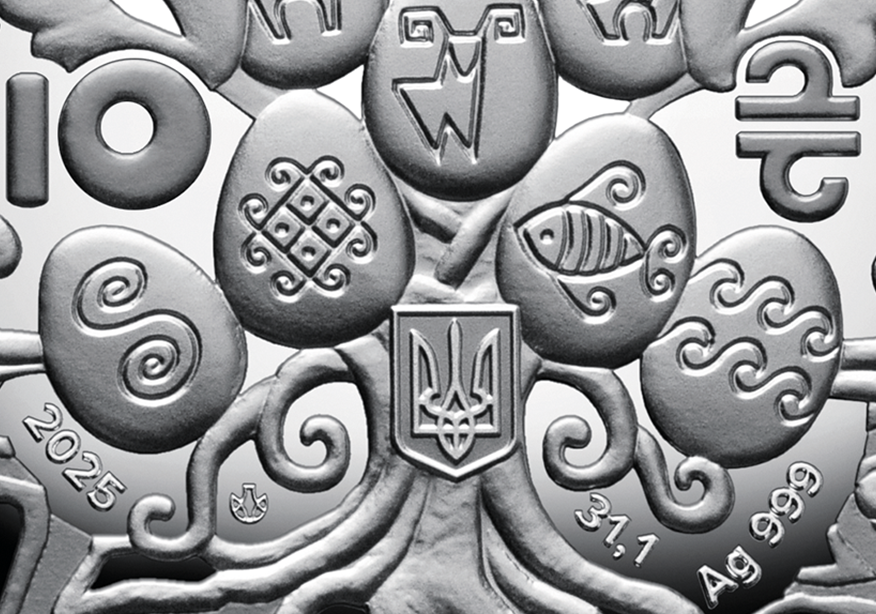
Тризуб, логотип Банкнотно-монетного двору НБУ, 10 ₴, рік, маса монети

На аверсі монети зображене дерево життя у формі дуба, символу Всесвіту, сили, захисту, довголіття та мужності. Дерево поділено на три рівні — світи, кожен із 12 писанками, уособленням 12-річного циклу із притаманними йому символами.
Угорі — небесний світ: тут зображено берегиню (богиню-захисницю), над якою стилізована квітка — знак душі. Поруч — сонце як джерело життя, зірка-ружа як символ розвитку та добробуту, бджола — уособлення плодючості, птах — дух предків і безсмертя.
Стовбур дерева символізує земний світ: тут — олень, пов'язаний зі світлом і знаннями, кінь — сила й рух, баран — творча енергія.
Коріння показує підземний світ і воду: тут відтворено змія-охоронця домашнього вогнища (у формі сигми S), оберіг із поєднанням різних знаків (хреста, ромба, сварги, рогів барана й крапок), рибу — як образ родючості й християнства, а також хвилі — символ безперервності життя.
Навколо дерева — рамка із трикутників, яка символізує єдність трьох світів (небо, земля, вода) і водночас — гармонію та божественну трійцю.
Угорі монети зазначено напис УКРАЇНА, по боках — номінал 10 (ліворуч) і ₴, графічний символ гривні (праворуч). На стовбурі дерева — малий Державний Герб України; під гілками — логотип Банкнотно-монетного двору НБУ, а також маса монети в чистоті «31,1» грам і позначення металу та проби «Ag 925».

## Реверс
Реверс монети прикрашає традиційна писанка з Одещини, яку називають «Сорокопуть» або «Козачі левади». Вона має складні орнаменти з глибоким символізмом: сварга — давній знак сонця й добра; хрести — уособлення тривимірного Всесвіту; драбинки — шлях до духовного піднесення; сонце — джерело життя. Дві сварги, накладені під кутом, створюють ефект постійного руху, підсилений колом у центрі — символом космосу та вічності. Елемент оздоблення — емаль, позолота. Кольорове поєднання зеленого, чорного і жовтого додає композиції енергії та сили.

## Автор
Художниця: Олександра Кучинська.

## Вартість монети
Монету виставили на продаж через півтора місяці після введення в обіг. 27 травня 2025 року інтернет-магазин нумізматичної продукції НБУ здійснив реалізацію монети у кількості 2500 штук. Вартість становила 5798 гривень (139,4 долара). За повідомленнями нумізматів, торги тривали дві хвилини.